# Lateinamerikanische Entwicklungsbank
Die Lateinamerikanische Entwicklungsbank (portugiesisch: Corporação Andina de Fomento (CAF), spanisch: Banco de Desenvolvimento da América Latina, englisch: Development Bank of Latin America) ist eine Entwicklungsbank, deren Aufgabe es ist, die nachhaltige Entwicklung und die regionale Integration durch die Finanzierung von Projekten im öffentlichen und privaten Sektor in Lateinamerika sowie durch technische Zusammenarbeit und andere spezialisierte Dienstleistungen zu fördern.
Die am 7. Februar 1968 gegründete CAF, der derzeit 19 Mitgliedsländer aus Lateinamerika, der Karibik und Europa sowie 13 Privatbanken angehören, ist eine der wichtigsten Quellen für multilaterale Finanzierungen und ein wichtiger Wissensgenerator für die Region.
Die CAF hat ihren Hauptsitz in Caracas, Venezuela. Darüber hinaus unterhält sie Repräsentanzen in Madrid, Lima, Brasilia, Bogota, Buenos Aires, Quito, Panama, Montevideo, Asuncion, Mexiko-Stadt, Port of Spain und La Paz.
Mitgliedstaaten:
| - Argentinien - Barbados - Bolivien - Brasilien - Chile - Kolumbien - Costa Rica - Dominikanische Republik - Ecuador - Jamaika | - Mexiko - Panama - Paraguay - Peru - Portugal - Spanien - Trinidad und Tobago - Uruguay - Venezuela |